# Jason Dodd
Jason Robert Dodd (* 2. November 1970 in Bath) ist ein ehemaliger englischer Fußballspieler und aktueller -trainer. Als rechter Außenverteidiger, der auch im Abwehrzentrum eingesetzt werden konnte, war er zwischen 1989 und 2005 für den Erstligisten FC Southampton aktiv. Ende 2009 kehrte er dorthin zurück, um die Jugendakademie zu leiten.

## Sportlicher Werdegang

### Spielerlaufbahn

#### Anfänge (1988–1995)
Dodd schloss sich im März 1989 dem englischen Erstligisten FC Southampton an, nachdem er zuvor bei seinem Heimatklub Bath City erste Erfahrungen in der Southern League gemacht hatte. Die Ablösesumme betrug 50.000 Pfund und am 14. Oktober 1989 debütierte er als Rechtsverteidiger in der First Division – damals die höchste englische Spielklasse – in der Partie bei den Queens Park Rangers. Dort siegte er ebenso mit 4:1 wie im darauffolgenden Heimspiel gegen den Vorjahresvizemeister FC Liverpool und mit insgesamt 21 Ligaauftritten in der Startelf (dazu eine Einwechslung) verzeichnete er ein gutes erstes Profijahr. Die Stärken lagen vor allem in seinen „Allroundfähigkeiten“, die sich neben den Defensivqualitäten und einem guten Kopfballspiel darin ausdrückten, dass er sich oft in die Offensive einschaltete und über ein gutes Passspiel verfügte. Der dauerhafte sportliche Durchbruch schien dann in der Saison 1991/92 zu folgen, nachdem er sich in seinem zweiten Southampton-Jahr den Platz auf rechten Abwehrseite mit Olexij Tscherednik hatte teilen müssen. Aber auch in der Rückrunde der letzten Spielzeit vor Einführung der Premier League 1992 verlor er dann seinen Stammplatz an Jeff Kenna.
An dieser Situation änderte sich für Dodd lange nichts, obwohl er in der Saison 1992/93 immerhin noch auf 30 Ligaeinsätze kam – zumeist auf anderen Positionen oder als Kennas Vertretung. In der Spielzeit 1993/94 stand er lediglich fünfmal in der Startformation und erst der Verkauf des Konkurrenten an die Blackburn Rovers im März 1995 sorgte dafür, dass Dodd in Southampton wieder „erste Wahl“ als rechter Abwehrspieler war. Zuvor hatte er meist im Mittelfeld agiert und dabei Ende Dezember 1994 innerhalb von zwei Tagen zwei Tore erzielt.

#### Stammspieler, Mannschaftskapitän und „Dauerbrenner“ (1995–2005)
Dodd nutzte die ihm gebotene Chance und entwickelte sich zu einem Schlüsselspieler der „Saints“, der nicht nur auf der rechten Seite, sondern auch in der Innenverteidigung derart gute Leistungen in der Saison 1995/96 zeigte, dass Stimmen laut wurden, die ihm nach Auftritten in der englischen U-21-Auswahl zu Beginn der 1990er auch eine Zukunft in der A-Nationalmannschaft prophezeiten – wozu es aber nicht kommen sollte. Mit seiner Flexibilität, den Außenverteidigerposten auch im Mittelfeld als sogenannter „Wingback“ offensiv zu interpretieren oder in der Innenverteidigung für Sicherheit zu sorgen, war er nach einigen Verletzungssorgen zu Beginn in der entscheidenden Phase der Saison 1996/97 ein wichtiger Faktor auf dem Weg zum Klassenerhalt und zunehmend im Visier ambitionierter Großklubs. Als Kapitän der Mannschaft verpasste er auch in der Saison 1997/98 nur drei Spiele und mit dem sehenswerten Tor gegen West Ham United (3:0) gelang ihm der mittlerweile nahezu übliche „eine Treffer pro Spielzeit“.
Verletzungsgeplagt schritt Dodd durch die Saison 1998/99, in der er nicht nur eine Reihe von Partien verpasste, sondern auch in vielen restlichen Begegnungen für den abermaligen Abstiegskampf „fitgespritzt“ wurde. In der Abwesenheit von Matthew Le Tissier rückte er als erster Elfmeterschütze auf und mittlerweile in seiner elften Saison für den FC Southampton qualifizierte er sich für ein persönliches Benefizspiel zu seinen Ehren („Testimonial Match“). Zwar zeigte er weiter in Bezug auf die Schnelligkeit einige Defizite, die er oft durch ein gutes Stellungsspiel und Antizipationsfähigkeiten auszugleichen vermochte. Durch eine Knieoperation im Sommer 2001 kam er erst ab Oktober 2001 wieder zu Einsätzen und seine Rückkehr ging einher mit einem sportlichen Aufwärtstrend der Mannschaft, die am Ende einen komfortablen Mittelfeldplatz in der Saison 2001/02 belegte. Auf gerade einmal 15 Ligapartien kam Dodd verletzungsgeplagt in der anschließenden Spielzeit 2002/03, als er zwar weiterhin das Kapitänsamt ausführte, die Position des rechten Verteidigers ab Dezember 2002 jedoch an Paul Telfer verlor. Aufgrund seiner Blessuren verpasste er auch das Endspiel im FA Cup gegen den FC Arsenal (0:1).
Er eroberte sich in der Saison 2003/04 seinen Stammplatz zunächst zurück und absolvierte 28 Ligapartien, bevor er sich im April 2004 gegen die Wolverhampton Wanderers das Innenband im linken Bein verletzte und im Abstiegsjahr 2004/05 keine nennenswerte Rolle mehr spielte. Stattdessen erlaubte ihm Trainer Harry Redknapp Ende März 2005 ein Leihengagement beim Zweitligisten Plymouth Argyle anzutreten. Dort zeigte er in vier Partien seine Führungsqualitäten, bevor er von Southampton im letztlich vergeblichen Klassenerhaltskampf zurückbeordert wurde, ohne konkret wieder für Spiele berücksichtigt zu werden.

#### Letzte aktive Stationen (2005–2006)
Im Juli 2005 wechselte Dodd zum Zweitligisten Brighton & Hove Albion. Durch ständige Verletzungssorgen erfüllten sich seine Hoffnungen in Bezug auf einen positiven Neustart nicht und nach gerade einmal sieben Ligapartien (die letzte bei den Queens Park Rangers (1:1) im März 2006) verabschiedete er sich als Tabellenletzter als aktiver Profispieler. Zu seiner letzten Spielerstation wurde dann Mitte 2006 der FC Eastleigh in der Conference South, bevor er nach nur wenigen Partien im November 2006 gleichsam seinen Rücktritt verkündete und ins Cheftraineramt des Klubs aufrückte.

### Trainertätigkeiten
Dodd führte sein erstes Engagement als hauptverantwortlicher Trainer in Eastleigh bis zu seinem Rücktritt im Juli 2007 aus. Kurz darauf kehrte er nach Southampton zurück, um dort Cheftrainer George Burley zu assistieren. Nach Burleys Abgang im Januar 2008 übernahm er für kurze Zeit interimistisch und gemeinsam mit John Gorman dessen Nachfolge. Im Juni 2008 stellte ihn der Verein wieder frei und ein weiteres Mal trat er als kurzzeitiger Cheftrainer eines Profiklubs in Erscheinung, als er ab Oktober 2009 gemeinsam mit seinem ehemaligen Southampton-Mannschaftskameraden Paul Williams die Geschicke von Aldershot Town leitete. Nur wenig später ging es für ein weiteres Mal zurück zu den „Saints“, um dort die leitende Position als Trainer der Jugendakademie zu besetzen.